# Ellinor Widh
Ellinor Widh, född 29 juni 1990, är en svensk före detta badmintonspelare och friidrottare (spjutkastning).
Under säsongen 2006 noterade Widh svenskt juniorrekord med 52,97 meter och rankades allmänt som en av Sveriges största kasttalanger någonsin. Resultatet var dock inte tillräckligt för att kvala in till EM i Göteborg detta år, men med tanke på hennes ålder ansågs hon ha framtiden för sig. 
Ellinor Widh var även framgångsrik inom badminton, där hon har vunnit flera större nationella ungdomsmästerskap.
Året 2007 skadades Widh i sin högra axel och fick under året operera denna skada. Men redan under 2008 var hon tillbaka på badmintonplanen igen och blev svensk mästare tillsammans med Karolina Kotte i U17 Dubbel.
Säsongen 2009 tog Widh två SM-guld i badminton i singel genom att i finalen besegra Matilda Petersen i två raka set och i damdubbel i par med Linnea Hedlund Mbk i finalen besegra Lovisa Hansson/Frida Mattsson i två raka set. Hon hann också med att gå till kvartsfinal i Dutch open och åttondelsfinal i Junior-EM.
Ellinor Widh hade fram till 2011 dragits med knäskador men efter var hon skadefri och etablerae3 sig som Sveriges bästa i damsingel i badminton. Hon nådde en finalplats i SM 2011 men förlorade oväntat mot Elin Bergblom (21-18) i tredje set. Hennes deltagande i SM 2012 som storfavorit resulterade i ett brons.
Därefter tog hon två raka SM-guld i damsingel i Uddevalla först 2013 genom att besegra 2012 års mästarinna Matilda Petersen. 
Hon försvarade sedan lätt SM-guldet 2014 utan setförlust och hade också en semiproffssejour i danska Lilleröd där hon var det stora ankaret i Lilleröds lag.
2015 lade hon all elit idrott på hyllan då skadorna började ta ut sin rätt.

## Personliga rekord
Utomhus 
- Spjut – 52,97 (Karlskrona 12 juni 2006)[2]

### Fotnoter
1. ↑  ”Stora SM 2006, dag 3”. turebergfriidrott.se. http://turebergfriidrott.se/statistik/SM2006/2006_ressond.htm. Läst 19 april 2013.
2. 1 2  ”Personsida hos IAAF” (på engelska). iaaf.org. https://www.iaaf.org/athletes/sweden/ellinor-widh-207819. Läst 12 april 2018.